# Дискалькулія
Дискальку́лія (лат. dis — відхилення, calculia — рахунок) — порушення, що виражається в нездатності людини рахувати, розв'язувати математичні задачі; патологічна ускладненість при виконанні обчислювальних операцій. Найчастіше цей стан проявляється в дошкільному та молодшому шкільному віці. Часто дітей з дискалькулією визнають лінивими або розумово відсталими, їх відправляють в спеціальні класи для тих, хто відстає. Для подальшого повноцінного розвитку та успішного навчання дитини важливо провести своєчасну діагностику та корекцію цього порушення.

## Причини дискалькулії
Дискалькулія у дорослих людей з'являється в результаті порушення нормальної роботи мозку. До цього захворювання можуть призвести органічні ураження скроневого відділу головного мозку. Причиною можуть бути крововиливи та тромби, пухлини та кісти головного мозку, черепно-мозкові травми.
Розвиток дискалькулії у дорослої людини потребує негайного звернення до невролога.

### Психотравматичні фактори
1. Страх математики. Цей психологічний фактор значно впливає на здатність дітей рахувати. Можливо, у дитини присутні погані спогади про навчання математиці, коли їй не вдавалось правильно розв'язати приклади, і її за це карали або сварили. В такому випадку невпевненість в собі й страх перед повторним покаранням знижує вміння дитини рахувати.
2. Загальне порушення психологічного здоров'я дитини. Часто цей розлад спостерігається у дітей, що виховуються в неблагополучних сім'ях.

### Розлади розумової діяльності, що призводять до дискалькулії
1. Порушення в обробці візуальної інформації — дітям не вдається візуалізувати те, що описане в задачі.
2. Проблеми з абстрактно-логічним мисленням.
3. Проблеми з пам'яттю, нездатність вивчити формули і правила розв'язання математичних задач.
4. Низька концентрація уваги.

## Симптоми
Дискалькулія — це не лише порушення здатності до лічби, але й комплексні розлади мисленнєвої діяльності, які проявляються через різноманітні симптоми.
1. Дитина не розуміє, що таке число і не знає назв чисел.
2. Вона не розуміє, за яким принципом побудований числовий ряд, не здатна визначити місце числа в послідовності.
3. Дитина не здатна робити операції із складними числами, не розуміє, як розкласти число на доданки.
4. У дитини порушена здатність до порівняння чисел. Вона не розуміє, що означає більше чи менше число.
5. Виникають складності з порівнянням кількості і розмірів предметів.
6. Дитині важко виконувати арифметичні дії над числами, вона не розуміє значення цих дії. Вона здатна виконувати тільки елементарні арифметичні операції за допомогою ручного, а не уявного рахунку.
7. Дитина не знає послідовності арифметичних дій і не здатна вирішувати приклади з декількома діями.
8. Вона не може запам'ятати назви чисел і математичні терміни, не знає, що вони означають.
9. Дитина не здатна правильно записати числа.
10. Через порушення здатності до візуалізації дитина здатна розв'язувати задачі лише з предметним компонентом. Вона не здатна уявити те, що описується в задачі.

В цілому, дискалькулія у дітей проявляється в нездатності розуміти і вирішувати математичні і логічні завдання. Дитина не здатна запам'ятати і зрозуміти умови завдання і виробити алгоритм його рішення. Дискалькулія у школярів часто пов'язана з тим, що вони до того ж не здатні правильно розрахувати свій час. Усе це призводить до низької успішності в школі.

## Форми
Залежно від патогенезу виділяють наступні види цього захворювання :
- Практогностична. У дитини не виходить порахувати об'єкти, визначити, скільки їх, порівняти чисельність однієї та іншої групи.
- Вербальна. Дитина помиляється, коли називає числа, дії, які над ними здійснюють, геометричні фігури.
- Графічна. У дитини не виходить записати числа, знаки математичних дій, намалювати геометричні фігури.
- Дислексична. Дитина помиляється, коли читає числа і арифметичні знаки в умові завдання.
- Операційна. Дитині важко здійснювати математичні дії над числами, вирішувати прості приклади.

У дитини можуть спостерігатися декілька груп симптомів. Після визначення виду захворювання фахівцями розробляється терапія, спрямована на корекцію порушень, що існують, і запобігання розвитку інших видів дискалькулії.

## Ускладнення і наслідки
Наслідки і ускладнення дискалькулії проявляються в нездатності дитини до освоєння шкільної програми і відмові від подальшого навчання. Нездатність до лічби супроводжується слабкою здатністю засвоювати і гуманітарні науки. Як наслідок, така людина не здатна опанувати яку-небудь професію та зазнає складнощів у житті.